# Survival 3C Masters 2019/1
Das Survival 3C Masters 2019/1 (auch: 3CC Masters) ist eine Dreiband-Turnierserie in der Disziplin des Karambolagebillards und fand vom 28. Februar bis zum 3. März in Incheon in Südkorea statt. Das Turnier wurde als Survival 3C Masters von der UMB und Kozoom ausgerichtet. Durch das hohe Preisgeld von 241.600 US$ ist es eine der höchstdotierten Turnierserien der UMB.

## Geschichte
Nach der Einigung der UMB und der KBF sind keine Spieler mehr vom Turnier ausgeschlossen. Somit sind die ersten Zwanzig der Weltrangliste automatisch für das Turnier qualifiziert. Hinzu kommen vier durch die UMB und Kozoom ausgesuchte Akteure die eine Wildcard erhalten.

## Preisgeld
| Preisgeld | ($)     |
| --------- | ------- |
| Sieger    | 50.000  |
| Finalist  | 21.000  |
| 3. Platz  | 18.000  |
| 4. Platz  | 15.000  |
| 5. – 8.   | 10.000  |
| 9. – 16.  | 7.000   |
| 17. – 24. | 5.200   |
| Insgesamt | 241.600 |

## Gesetzte Spieler und Wildcards
20 Plätze nach Weltrangliste
1. Dick Jaspers
2. Frédéric Caudron
3. Eddy Merckx
4. Marco Zanetti
5. Semih Saygıner
6. Cho Jae-ho
7. Trần Quyết Chiến
8. Jérémy Bury
9. Nguyễn Quốc Nguyện
10. Sameh Sidhom
11. Heo Jung-han
12. Murat Naci Çoklu
13. Kim Haeng-jik
14. Tayfun Taşdemir
15. Ngô Đinh Nai
16. Eddy Leppens
17. Choi Sung-won
18. Daniel Sánchez
19. Nikos Polychronopoulos
20. Torbjörn Blomdahl

Wildcardspieler
1. Kang Dong-koong
2. Cho Myung-woo
3. Lütfi Çenet
4. Kim Hyung Kon

## Qualifikation
Platz 1 und 2 qualifizieren sich für das Viertelfinale. Platz 3 und 4 spielen die zweite Chance.
| Abschlusstabelle Gruppe A | Abschlusstabelle Gruppe A | Abschlusstabelle Gruppe A | Abschlusstabelle Gruppe A | Abschlusstabelle Gruppe A | Abschlusstabelle Gruppe A | Abschlusstabelle Gruppe A | Abschlusstabelle Gruppe A |
| Platz                     | Name                      | Pkt. (+ 2x30)             | Pkt.                      | Aufn.                     | GD                        | 1. HS                     | 2. HS                     |
| ------------------------- | ------------------------- | ------------------------- | ------------------------- | ------------------------- | ------------------------- | ------------------------- | ------------------------- |
| 1                         | Daniel Sánchez            | 117                       | 41                        | 14                        | 2,928                     | 10                        | 5                         |
| 2                         | Nikos Polychronopoulos    | 49                        | 24                        | 14                        | 1,714                     | 5                         | 5                         |
| 3                         | Trần Quyết Chiến          | 41                        | 22                        | 14                        | 1,571                     | 13                        | 4                         |
| 4                         | Cho Jae-ho                | 33                        | 20                        | 14                        | 1,428                     | 4                         | 4                         |

| Abschlusstabelle Gruppe B | Abschlusstabelle Gruppe B | Abschlusstabelle Gruppe B | Abschlusstabelle Gruppe B | Abschlusstabelle Gruppe B | Abschlusstabelle Gruppe B | Abschlusstabelle Gruppe B | Abschlusstabelle Gruppe B |
| Platz                     | Name                      | Pkt. (+ 2x30)             | Pkt.                      | Aufn.                     | GD                        | 1. HS                     | 2. HS                     |
| ------------------------- | ------------------------- | ------------------------- | ------------------------- | ------------------------- | ------------------------- | ------------------------- | ------------------------- |
| 1                         | Semih Saygıner            | 112                       | 37                        | 14                        | 2,642                     | 6                         | 6                         |
| 2                         | Choi Sung-won             | 64                        | 25                        | 14                        | 1,785                     | 6                         | 5                         |
| 3                         | Jérémy Bury               | 52                        | 22                        | 14                        | 1,571                     | 5                         | 5                         |
| 4                         | Torbjörn Blomdahl         | 12                        | 12                        | 14                        | 0,857                     | 3                         | 3                         |

| Abschlusstabelle Gruppe C | Abschlusstabelle Gruppe C | Abschlusstabelle Gruppe C | Abschlusstabelle Gruppe C | Abschlusstabelle Gruppe C | Abschlusstabelle Gruppe C | Abschlusstabelle Gruppe C | Abschlusstabelle Gruppe C |
| Platz                     | Name                      | Pkt. (+ 2x30)             | Pkt.                      | Aufn.                     | GD                        | 1. HS                     | 2. HS                     |
| ------------------------- | ------------------------- | ------------------------- | ------------------------- | ------------------------- | ------------------------- | ------------------------- | ------------------------- |
| 1                         | Nguyễn Quốc Nguyện        | 110                       | 37                        | 14                        | 2,642                     | 7                         | 7                         |
| 2                         | Kang Dong-koong           | 62                        | 25                        | 14                        | 1,785                     | 4                         | 4                         |
| 3                         | Eddy Leppens              | 58                        | 24                        | 14                        | 1,714                     | 8                         | 5                         |
| 4                         | Marco Zanetti             | 10                        | 12                        | 14                        | 0,857                     | 4                         | 2                         |

| Abschlusstabelle Gruppe D | Abschlusstabelle Gruppe D | Abschlusstabelle Gruppe D | Abschlusstabelle Gruppe D | Abschlusstabelle Gruppe D | Abschlusstabelle Gruppe D | Abschlusstabelle Gruppe D | Abschlusstabelle Gruppe D |
| Platz                     | Name                      | Pkt. (+ 2x30)             | Pkt.                      | Aufn.                     | GD                        | 1. HS                     | 2. HS                     |
| ------------------------- | ------------------------- | ------------------------- | ------------------------- | ------------------------- | ------------------------- | ------------------------- | ------------------------- |
| 1                         | Cho Myung-woo             | 78                        | 28                        | 16                        | 1,750                     | 5                         | 4                         |
| 2                         | Eddy Merckx               | 70                        | 26                        | 16                        | 1,625                     | 10                        | 4                         |
| 3                         | Sameh Sidhom              | 66                        | 25                        | 16                        | 1,562                     | 5                         | 4                         |
| 4                         | Ngô Đinh Nai              | 26                        | 15                        | 16                        | 0,937                     | 4                         | 3                         |

| Abschlusstabelle Gruppe E | Abschlusstabelle Gruppe E | Abschlusstabelle Gruppe E | Abschlusstabelle Gruppe E | Abschlusstabelle Gruppe E | Abschlusstabelle Gruppe E | Abschlusstabelle Gruppe E | Abschlusstabelle Gruppe E |
| Platz                     | Name                      | Pkt. (+ 2x30)             | Pkt.                      | Aufn.                     | GD                        | 1. HS                     | 2. HS                     |
| ------------------------- | ------------------------- | ------------------------- | ------------------------- | ------------------------- | ------------------------- | ------------------------- | ------------------------- |
| 1                         | Frédéric Caudron          | 98                        | 35                        | 17                        | 2,058                     | 16                        | 3                         |
| 2                         | Lütfi Çenet               | 66                        | 27                        | 17                        | 1,588                     | 8                         | 4                         |
| 3                         | Heo Jung-han              | 58                        | 25                        | 17                        | 1,470                     | 3                         | 3                         |
| 4                         | Tayfun Taşdemir           | 18                        | 15                        | 17                        | 0,882                     | 5                         | 5                         |

| Abschlusstabelle Gruppe F | Abschlusstabelle Gruppe F | Abschlusstabelle Gruppe F | Abschlusstabelle Gruppe F | Abschlusstabelle Gruppe F | Abschlusstabelle Gruppe F | Abschlusstabelle Gruppe F | Abschlusstabelle Gruppe F |
| Platz                     | Name                      | Pkt. (+ 2x30)             | Pkt.                      | Aufn.                     | GD                        | 1. HS                     | 2. HS                     |
| ------------------------- | ------------------------- | ------------------------- | ------------------------- | ------------------------- | ------------------------- | ------------------------- | ------------------------- |
| 1                         | Murat Naci Çoklu          | 110                       | 37                        | 14                        | 2,642                     | 10                        | 9                         |
| 2                         | Kim Hyung Kon             | 57                        | 24                        | 14                        | 1,714                     | 8                         | 3                         |
| 3                         | Kim Haeng-jik             | 53                        | 23                        | 14                        | 1,642                     | 8                         | 4                         |
| 4                         | Dick Jaspers              | 20                        | 14                        | 12                        | 1,166                     | 5                         | 4                         |

## 2. Chance
Platz 1 und der beste Zweite nach Punkten qualifizieren sich für das Viertelfinale.
| Abschlusstabelle Gruppe G | Abschlusstabelle Gruppe G | Abschlusstabelle Gruppe G | Abschlusstabelle Gruppe G | Abschlusstabelle Gruppe G | Abschlusstabelle Gruppe G | Abschlusstabelle Gruppe G | Abschlusstabelle Gruppe G |
| Platz                     | Name                      | Pkt. (+ 2x30)             | Pkt.                      | Aufn.                     | GD                        | 1. HS                     | 2. HS                     |
| ------------------------- | ------------------------- | ------------------------- | ------------------------- | ------------------------- | ------------------------- | ------------------------- | ------------------------- |
| 1                         | Cho Jae-ho                | 104                       | 37                        | 13                        | 2,846                     | 18                        | 7                         |
| 2                         | Marco Zanetti             | 72                        | 29                        | 13                        | 2,230                     | 6                         | 5                         |
| 3                         | Sameh Sidhom              | 48                        | 23                        | 13                        | 1,769                     | 5                         | 4                         |
| 4                         | Trần Quyết Chiến          | 16                        | 15                        | 13                        | 1,153                     | 8                         | 3                         |

| Abschlusstabelle Gruppe H | Abschlusstabelle Gruppe H | Abschlusstabelle Gruppe H | Abschlusstabelle Gruppe H | Abschlusstabelle Gruppe H | Abschlusstabelle Gruppe H | Abschlusstabelle Gruppe H | Abschlusstabelle Gruppe H |
| Platz                     | Name                      | Pkt. (+ 2x30)             | Pkt.                      | Aufn.                     | GD                        | 1. HS                     | 2. HS                     |
| ------------------------- | ------------------------- | ------------------------- | ------------------------- | ------------------------- | ------------------------- | ------------------------- | ------------------------- |
| 1                         | Ngô Đinh Nai              | 96                        | 29                        | 16                        | 1,812                     | 6                         | 6                         |
| 2                         | Jérémy Bury               | 68                        | 22                        | 16                        | 1,375                     | 5                         | 3                         |
| 3                         | Torbjörn Blomdahl         | 64                        | 21                        | 16                        | 1,312                     | 4                         | 3                         |
| 4                         | Eddy Leppens              | 12                        | 8                         | 16                        | 0,500                     | 2                         | 2                         |

| Abschlusstabelle Gruppe I | Abschlusstabelle Gruppe I | Abschlusstabelle Gruppe I | Abschlusstabelle Gruppe I | Abschlusstabelle Gruppe I | Abschlusstabelle Gruppe I | Abschlusstabelle Gruppe I | Abschlusstabelle Gruppe I |
| Platz                     | Name                      | Pkt. (+ 2x30)             | Pkt.                      | Aufn.                     | GD                        | 1. HS                     | 2. HS                     |
| ------------------------- | ------------------------- | ------------------------- | ------------------------- | ------------------------- | ------------------------- | ------------------------- | ------------------------- |
| 1                         | Dick Jaspers              | 92                        | 34                        | 12                        | 2,833                     | 7                         | 6                         |
| 2                         | Kim Haeng-jik             | 64                        | 27                        | 12                        | 2,250                     | 6                         | 6                         |
| 3                         | Tayfun Taşdemir           | 52                        | 24                        | 12                        | 2,000                     | 6                         | 5                         |
| 4                         | Heo Jung-han              | 32                        | 19                        | 12                        | 1,583                     | 6                         | 5                         |

## Viertelfinale
Die beiden Gruppenersten qualifizieren sich für das Halbfinale.
| Abschlusstabelle Gruppe J | Abschlusstabelle Gruppe J | Abschlusstabelle Gruppe J | Abschlusstabelle Gruppe J | Abschlusstabelle Gruppe J | Abschlusstabelle Gruppe J | Abschlusstabelle Gruppe J | Abschlusstabelle Gruppe J |
| Platz                     | Name                      | Pkt. (+ 2x30)             | Pkt.                      | Aufn.                     | GD                        | 1. HS                     | 2. HS                     |
| ------------------------- | ------------------------- | ------------------------- | ------------------------- | ------------------------- | ------------------------- | ------------------------- | ------------------------- |
| 1                         | Marco Zanetti             | 109                       | 36                        | 14                        | 2,571                     | 7                         | 7                         |
| 2                         | Daniel Sánchez            | 79                        | 27                        | 14                        | 1,928                     | 6                         | 5                         |
| 3                         | Choi Sung-won             | 33                        | 17                        | 14                        | 1,214                     | 3                         | 3                         |
| 4                         | Lütfi Çenet               | 25                        | 15                        | 14                        | 1,071                     | 4                         | 4                         |

| Abschlusstabelle Gruppe K | Abschlusstabelle Gruppe K | Abschlusstabelle Gruppe K | Abschlusstabelle Gruppe K | Abschlusstabelle Gruppe K | Abschlusstabelle Gruppe K | Abschlusstabelle Gruppe K | Abschlusstabelle Gruppe K |
| Platz                     | Name                      | Pkt. (+ 2x30)             | Pkt.                      | Aufn.                     | GD                        | 1. HS                     | 2. HS                     |
| ------------------------- | ------------------------- | ------------------------- | ------------------------- | ------------------------- | ------------------------- | ------------------------- | ------------------------- |
| 1                         | Eddy Merckx               | 85                        | 29                        | 14                        | 2,071                     | 11                        | 7                         |
| 2                         | Dick Jaspers              | 65                        | 24                        | 14                        | 1,714                     | 7                         | 6                         |
| 3                         | Kang Dong-koong           | 45                        | 19                        | 14                        | 1,357                     | 4                         | 3                         |
| 4                         | Semih Saygıner            | 45                        | 19                        | 14                        | 1,357                     | 3                         | 3                         |

| Abschlusstabelle Gruppe L | Abschlusstabelle Gruppe L | Abschlusstabelle Gruppe L | Abschlusstabelle Gruppe L | Abschlusstabelle Gruppe L | Abschlusstabelle Gruppe L | Abschlusstabelle Gruppe L | Abschlusstabelle Gruppe L |
| Platz                     | Name                      | Pkt. (+ 2x30)             | Pkt.                      | Aufn.                     | GD                        | 1. HS                     | 2. HS                     |
| ------------------------- | ------------------------- | ------------------------- | ------------------------- | ------------------------- | ------------------------- | ------------------------- | ------------------------- |
| 1                         | Ngô Đinh Nai              | 79                        | 32                        | 13                        | 2,461                     | 10                        | 9                         |
| 2                         | Cho Myung-woo             | 75                        | 31                        | 13                        | 2,384                     | 8                         | 7                         |
| 3                         | Murat Naci Çoklu          | 51                        | 25                        | 13                        | 1,923                     | 7                         | 5                         |
| 4                         | Kim Hyung Kon             | 35                        | 21                        | 13                        | 1,615                     | 7                         | 4                         |

| Abschlusstabelle Gruppe M | Abschlusstabelle Gruppe M | Abschlusstabelle Gruppe M | Abschlusstabelle Gruppe M | Abschlusstabelle Gruppe M | Abschlusstabelle Gruppe M | Abschlusstabelle Gruppe M | Abschlusstabelle Gruppe M |
| Platz                     | Name                      | Pkt. (+ 2x30)             | Pkt.                      | Aufn.                     | GD                        | 1. HS                     | 2. HS                     |
| ------------------------- | ------------------------- | ------------------------- | ------------------------- | ------------------------- | ------------------------- | ------------------------- | ------------------------- |
| 1                         | Cho Jae-ho                | 93                        | 35                        | 16                        | 2,187                     | 8                         | 6                         |
| 2                         | Frédéric Caudron          | 69                        | 29                        | 16                        | 1,812                     | 6                         | 4                         |
| 3                         | Nikos Polychronopoulos    | 57                        | 26                        | 16                        | 1,625                     | 8                         | 6                         |
| 4                         | Nguyễn Quốc Nguyện        | 21                        | 17                        | 16                        | 1,062                     | 7                         | 4                         |

## Halbfinale
Die beiden Gruppenersten qualifizieren sich für das Finale.
| Abschlusstabelle Gruppe N | Abschlusstabelle Gruppe N | Abschlusstabelle Gruppe N | Abschlusstabelle Gruppe N | Abschlusstabelle Gruppe N | Abschlusstabelle Gruppe N | Abschlusstabelle Gruppe N | Abschlusstabelle Gruppe N |
| Platz                     | Name                      | Pkt. (+ 2x30)             | Pkt.                      | Aufn.                     | GD                        | 1. HS                     | 2. HS                     |
| ------------------------- | ------------------------- | ------------------------- | ------------------------- | ------------------------- | ------------------------- | ------------------------- | ------------------------- |
| 1                         | Marco Zanetti             | 97                        | 31                        | 14                        | 2,214                     | 15                        | 4                         |
| 2                         | Dick Jaspers              | 69                        | 24                        | 14                        | 1,714                     | 6                         | 5                         |
| 3                         | Ngô Đinh Nai              | 49                        | 19                        | 14                        | 1,357                     | 6                         | 5                         |
| 4                         | Cho Myung-woo             | 25                        | 13                        | 14                        | 0,928                     | 3                         | 3                         |

| Abschlusstabelle Gruppe O | Abschlusstabelle Gruppe O | Abschlusstabelle Gruppe O | Abschlusstabelle Gruppe O | Abschlusstabelle Gruppe O | Abschlusstabelle Gruppe O | Abschlusstabelle Gruppe O | Abschlusstabelle Gruppe O |
| Platz                     | Name                      | Pkt. (+ 2x30)             | Pkt.                      | Aufn.                     | GD                        | 1. HS                     | 2. HS                     |
| ------------------------- | ------------------------- | ------------------------- | ------------------------- | ------------------------- | ------------------------- | ------------------------- | ------------------------- |
| 1                         | Eddy Merckx               | 68                        | 32                        | 13                        | 2,461                     | 6                         | 6                         |
| 2                         | Frédéric Caudron          | 60                        | 30                        | 13                        | 2,307                     | 6                         | 6                         |
| 3                         | Cho Jae-ho                | 56                        | 29                        | 13                        | 2,230                     | 8                         | 6                         |
| 4                         | Daniel Sánchez            | 56                        | 29                        | 13                        | 2,230                     | 7                         | 6                         |

## Finale
| Abschlusstabelle Gruppe P | Abschlusstabelle Gruppe P | Abschlusstabelle Gruppe P | Abschlusstabelle Gruppe P | Abschlusstabelle Gruppe P | Abschlusstabelle Gruppe P | Abschlusstabelle Gruppe P | Abschlusstabelle Gruppe P |
| Platz                     | Name                      | Pkt. (+ 2x30)             | Pkt.                      | Aufn.                     | GD                        | 1. HS                     | 2. HS                     |
| ------------------------- | ------------------------- | ------------------------- | ------------------------- | ------------------------- | ------------------------- | ------------------------- | ------------------------- |
| 1                         | Frédéric Caudron          | 78                        | 29                        | 14                        | 2,071                     | 10                        | 8                         |
| 2                         | Marco Zanetti             | 74                        | 28                        | 14                        | 2,000                     | 7                         | 5                         |
| 3                         | Eddy Merckx               | 54                        | 23                        | 14                        | 1,642                     | 5                         | 4                         |
| 4                         | Dick Jaspers              | 34                        | 18                        | 14                        | 1,285                     | 5                         | 3                         |

## Abschlusstabelle
| Endklassement   | Endklassement | Endklassement          | Endklassement | Endklassement | Endklassement | Endklassement | Endklassement | Endklassement | Endklassement |
| Phase           | Platz         | Name                   | Pkt. (+ 2x30) | Pkt.          | Aufn.         | GD            | BED           | HS            | Preisgeld     |
| --------------- | ------------- | ---------------------- | ------------- | ------------- | ------------- | ------------- | ------------- | ------------- | ------------- |
| Finale          | 1             | Frédéric Caudron       | 305           | 123           | 60            | 2,050         | 2,307         | 16            | 50.000 US$    |
| Finale          | 2             | Marco Zanetti          | 362           | 136           | 69            | 1,971         | 2,571         | 15            | 21.000 US$    |
| Finale          | 3             | Eddy Merckx            | 277           | 110           | 57            | 1,929         | 2,461         | 11            | 18.000 US$    |
| Finale          | 4             | Dick Jaspers           | 280           | 119           | 66            | 1,803         | 2,833         | 7             | 15.000 US$    |
| Halb- Finale    | 5             | Cho Jae-ho             | 286           | 121           | 56            | 2,160         | 2,846         | 18            | 10.000 US$    |
| Halb- Finale    | 6             | Ngô Đinh Nai           | 250           | 95            | 59            | 1,610         | 2,461         | 10            | 10.000 US$    |
| Halb- Finale    | 7             | Daniel Sánchez         | 252           | 97            | 41            | 2,365         | 2,928         | 10            | 10.000 US$    |
| Halb- Finale    | 8             | Cho Myung-woo          | 196           | 76            | 46            | 1,652         | 2,384         | 8             | 10.000 US$    |
| Viertel- Finale | 9             | Murat Naci Çoklu       | 161           | 62            | 27            | 2,296         | 2,642         | 10            | 7.000 US$     |
| Viertel- Finale | 10            | Nikos Polychronopoulos | 106           | 50            | 30            | 1,666         | 1,714         | 8             | 7.000 US$     |
| Viertel- Finale | 11            | Kang Dong-koong        | 107           | 44            | 28            | 1,571         | 1,785         | 4             | 7.000 US$     |
| Viertel- Finale | 12            | Choi Sung-won          | 97            | 42            | 28            | 1,500         | 1,750         | 6             | 7.000 US$     |
| Viertel- Finale | 13            | Semih Saygıner         | 157           | 56            | 28            | 2,000         | 2,642         | 6             | 7.000 US$     |
| Viertel- Finale | 14            | Nguyễn Quốc Nguyện     | 131           | 54            | 30            | 1,800         | 2,642         | 7             | 7.000 US$     |
| Viertel- Finale | 15            | Kim Hyung Kon          | 92            | 45            | 27            | 1,666         | 1,714         | 8             | 7.000 US$     |
| Viertel- Finale | 16            | Lütfi Çenet            | 91            | 42            | 31            | 1,354         | 1,588         | 8             | 7.000 US$     |
| 2.- Chance      | 17            | Kim Haeng-jik          | 117           | 50            | 26            | 1,923         | 2,250         | 8             | 5.200 US$     |
| 2.- Chance      | 18            | Jérémy Bury            | 120           | 44            | 30            | 1,466         | 1,571         | 5             | 5.200 US$     |
| 2.- Chance      | 19            | Sameh Sidhom           | 114           | 48            | 29            | 1,635         | 1,769         | 5             | 5.200 US$     |
| 2.- Chance      | 20            | Tayfun Taşdemir        | 70            | 39            | 29            | 1,344         | 2,000         | 6             | 5.200 US$     |
| 2.- Chance      | 21            | Torbjörn Blomdahl      | 76            | 33            | 30            | 1,100         | 1,312         | 4             | 5.200 US$     |
| 2.- Chance      | 22            | Heo Jung-han           | 90            | 44            | 29            | 1,517         | 1,583         | 6             | 5.200 US$     |
| 2.- Chance      | 23            | Trần Quyết Chiến       | 57            | 37            | 27            | 1,370         | 1,571         | 13            | 5.200 US$     |
| 2.- Chance      | 24            | Eddy Leppens           | 60            | 32            | 30            | 1,066         | 1,714         | 8             | 5.200 US$     |

| Legende | Legende                                       |
| --- | --------------------------------------------- |
| Abk. | Bedeutung                                     |
| Pkt. | erzielte Punkte                               |
| Aufn. | benötigte Aufnahmen                           |
| ED | Einzeldurchschnitt                            |
| GD | Generaldurchschnitt                           |
| VGD | Verhältnismässiger Generaldurchschnitt        |
| BMD | Bester Mannschaftsdurchschnitt                |
| BED | Bester Einzeldurchschnitt                     |
| BSD | Bester Satzdurchschnitt                       |
| BEVD | Bester Einzel Verhältnismässiger Durchschnitt |
| HS | Höchstserie                                   |
| MP | Match Points                                  |
| PP | Partie Punkte                                 |
| G-U-V | Gewonnen-Unentschieden-Verloren               |
| SV | Satzverhältnis                                |
| WRP | Weltranglistenpunkte                          |
| | 1. Platz (Gold)                               |
| | 2. Platz (Silber)                             |
| | 3. Platz (Bronze)                             |
| | Bester GD des Turniers/Runde                  |
| | Bester VGD des Turniers/Runde                 |
| | Bester ED des Turniers/Runde                  |
| | Bester BVGD des Turniers/Runde                |
| | Beste HS des Turniers/Runde                   |
| (Evtl. finden nicht alle Begriffe Anwendung oder einige sind nicht aufgeführt. Diese können in der Liste der Karambolage-Begriffe nachgesehen werden.) |                                               |